# Taxus mairei
Taxus mairei (тис Мейра) — вид рослин із родини тисових (Taxaceae).

## Етимологія
Названий на честь колекціонера рослин Е. Е. Мейра (англ. E.E. Maire), який зібрав типовий зразок поблизу Дунчуань Ши на північному сході Юньнань.

## Біоморфологічна характеристика

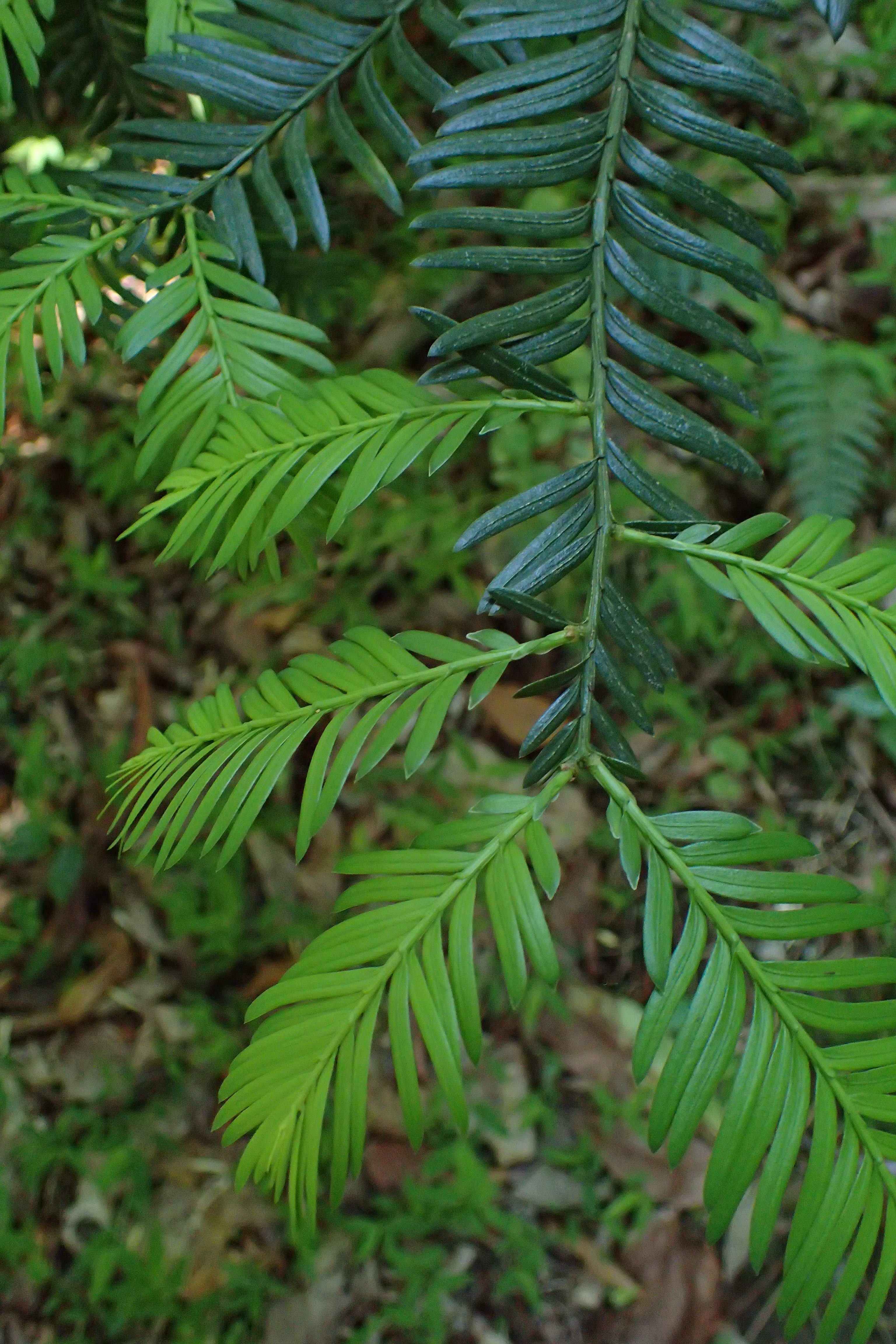

Це кущ чи дерево, до 30 м заввишки і 150 см DBH, зазвичай з одним стовбуром і пірамідальною, округлою чи розлогою кроною. Кора тонка, мінлива; червона, пурпурна, коричнева чи сіра, відлущуються смужками чи пластинами. Гілочки чергові, тонкі, круглі, з тонкими борозенками вздовж лежачих основ листя, зелені, що переходять у оранжево- або пурпурно-коричневі. Листки 2-рядні, розкинуті майже під прямим кутом до пагона, 15–35 × 2–4 мм, лінійні, товсті, темно-зелені зверху з двома блідо-жовтими смугами внизу. Пилкові шишки яйцеподібні, 5–6 × 3–4 мм, від жовто-зелених до блідо-коричневих, кожна з 8–14 мікроспорофілами. Насіннєві шишки пазушні, поодинокі чи попарні, на нижній стороні пагонів, спочатку зелені і покривають нижню половину насіння, набухають до оранжевого або червоного кольору і покривають насіння, 10–13 × 7–10 мм.

## Середовище проживання
Зростає у пн.-сх. Індії, Китаї, Непалі, Тайвані, В'єтнамі.
Росте в хвойних і змішаних лісах і на більш відкритих схилах; також на кам'янистих схилах, часто на вапняку; часто прибережний.

## Використання

#### як їжа
Хоча немає інформації для цього конкретного виду, плоди (аріли) видів роду мають бути їстівними. Їх можна вживати сирими, хоча текстура подобається далеко не всім. Всі інші частини цієї рослини, включаючи насіння, дуже отруйні. Діаметр аріла становить ≈ 10 мм. Гілочки та листки використовуються для приготування вина та чаю в Китаї, але потрібна обережність, оскільки листки токсичні.

#### як ліки
Як і інші види Taxus, листки та кора використовувалися для отримання таксанів для використання як протипухлинного препарату. Має й інші лікувальні застосування в Індії.

#### інше
Кора більшості, якщо не всіх видів Taxus є помірним джерелом дубильних речовин. Можна використовувати як будівельний матеріал, зробити інструменти для сільського господарства та садових робіт у сільській місцевості, меблі та канцтовари.